# Village olympique de Turin
Le village olympique de Turin sert à héberger les athlètes des Jeux olympiques d'hiver de 2006.

## Historique
On compte trois villages olympiques aux Jeux olympiques d'hiver de 2006 : un à Turin, un à Bardonnèche et un à Sestrières. Les trois villages mélangent des infrastructures neuves et existantes ; le village de Turin est le plus grand avec une capacité de 2 500 personnes, puis celui de Sestrières avec 1 850 personnes et enfin Bardonnèche pour 725 hôtes. À la candidature de la ville, le projet ne propose que le village de Turin, un choix critiqué par le CIO qui estime que les temps de trajet seront trop longs. Le projet s'intègre cependant dans la lignée de la transformation urbaine de la ville dans les années précédentes, ce qui est apprécié par le comité de sélection. Pour la première fois aux Jeux olympiques d'hiver, un mur de la trêve est inauguré dans chacun des trois sites : il s'agit d'un mur que les athlètes et officiels sont invités à signer.
À Turin, le village est situé rue Giordano Bruno dans le quartier de Lingotto. Il s'étend sur 10 hectares sous la forme d'une résidence de 652 appartements. Le village est érigé dans le quartier des Halles, une zone historique datant des années 1930. Les travaux incluent l'installation de l'arche olympique, haute de 69 mètres, qui surplombe une passerelle reliant le village olymppique au quartier de Lingotto. Les 2 500 personnes qui y résident incluent les athlètes de curling, de patinage (artistique et de vitesse sur courte et longue piste) et les hockeyeurs. La moitié de la surface du village est consacrée aux résidences et le reste aux services aux résidents. Le village utilise des paneaux solaires, un réseau de chauffage autonome et une ventilation fonctionnant à l'énergie solaire. Le CIO critique l'air pollué de la ville, estimant qu'il peut nuire aux athlètes, ce qui lui vaut des protestations du comité italien, sans changer les plans de ce dernier dans l'ensemble.
Les premières délégations arrivent le 31 janvier 2006 et les dernières repartent le 28 février. Le village olympique de Turin est censé devenir un mélange de logements et d'un espace de recherche technologique, mais reste vacant en raison de la crise économique de 2008 jusqu'en 2013, date à laquelle une centaine de migrants et de réfugiés originaires d'Afrique, pour la plupart employées en Libye au début de la guerre civile et arrivés par Lampedusa, emménagent après l'interruption abrupte du plan gouvernemental d'hébergement temporaire Emergency North Africa. En 2016, leur nombre est monté à 1 100 personnes,.

## Galerie

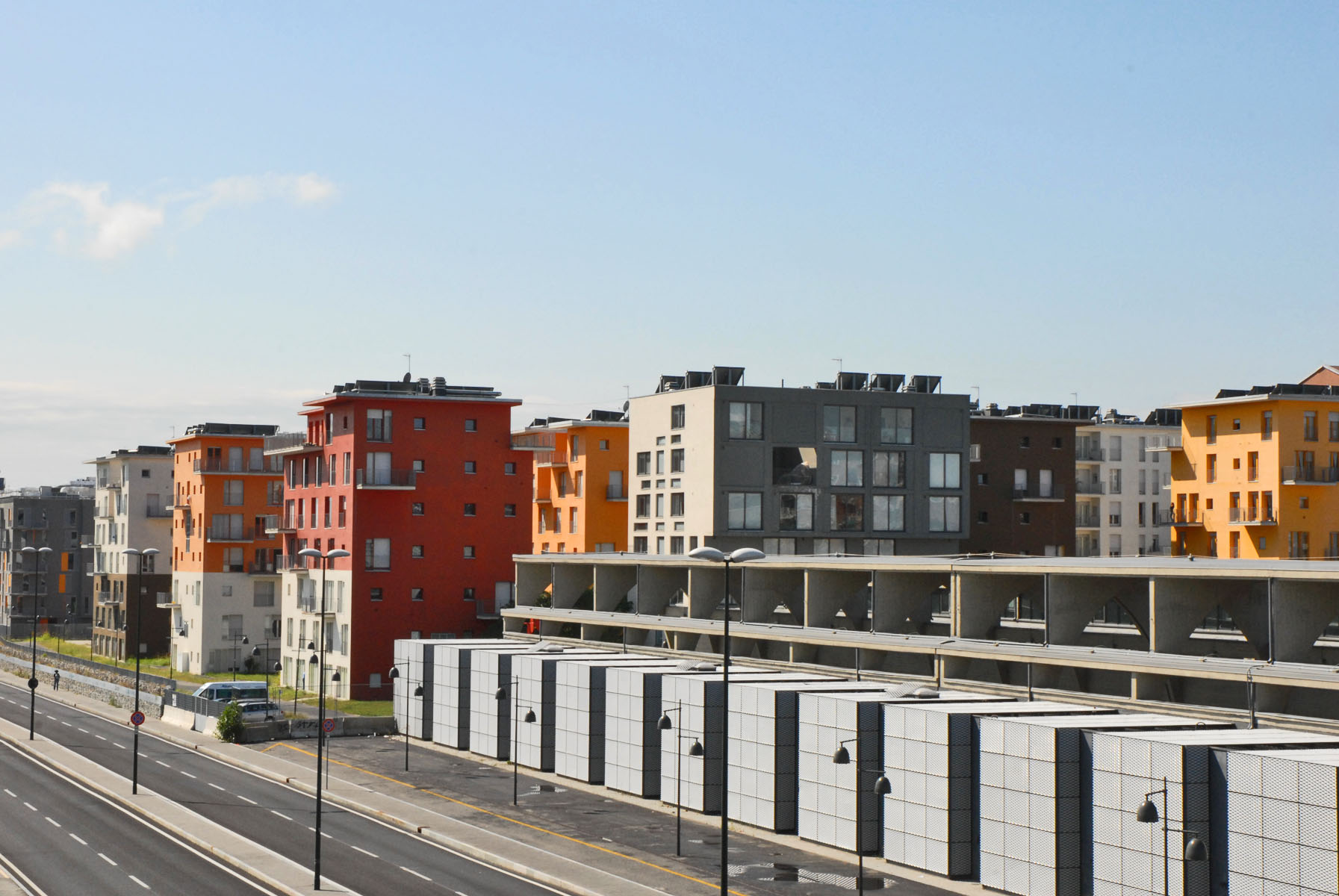
Le village olympique de Turin en 2008.
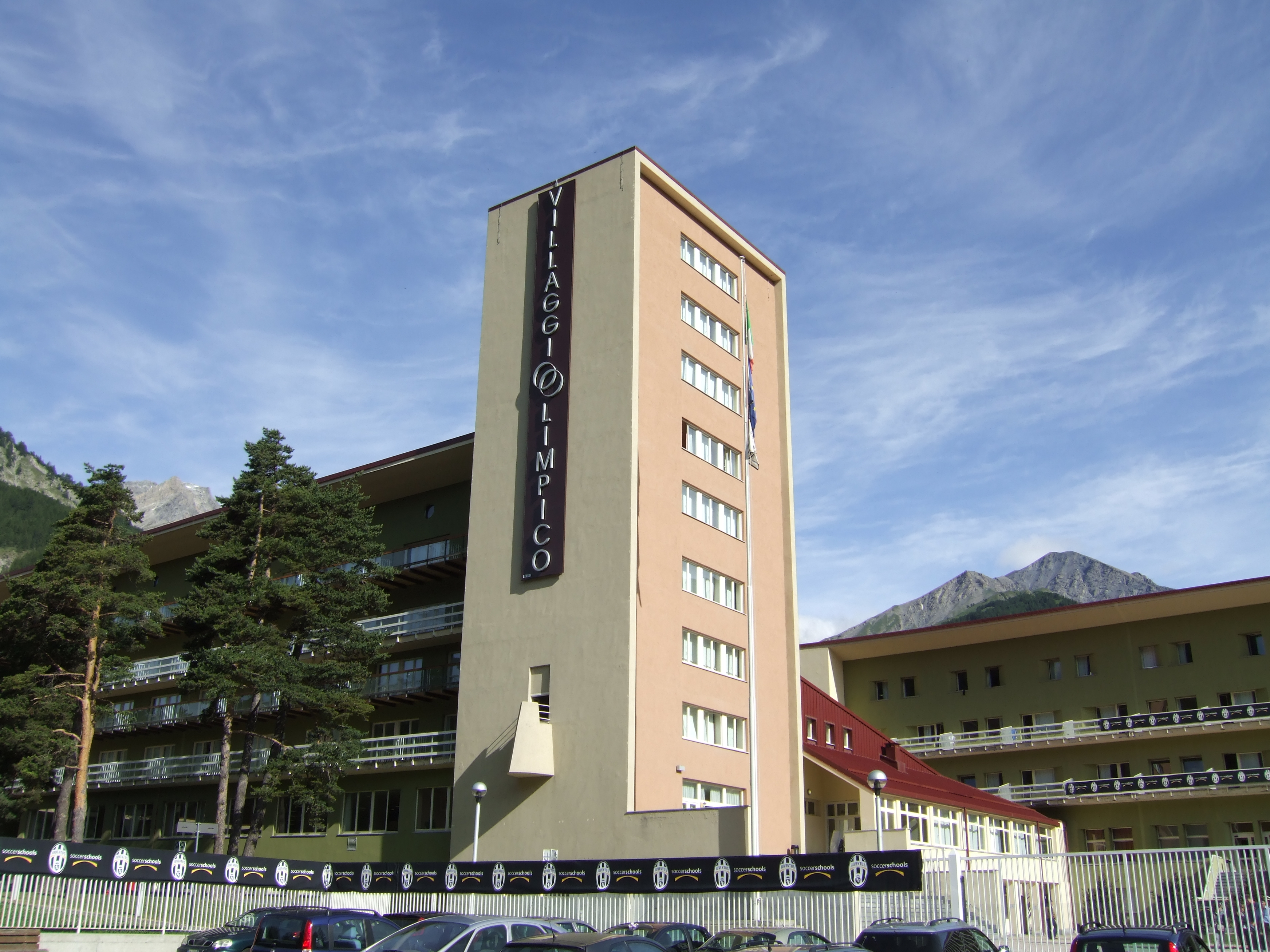
Le village olympique à Bardonnèche.
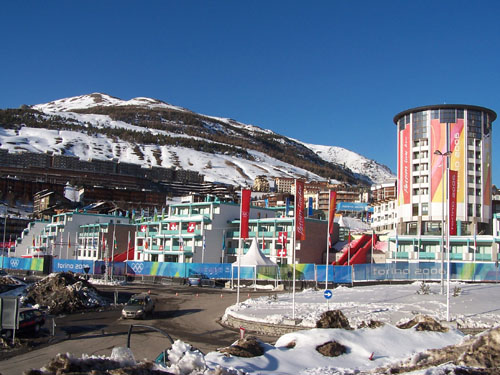
Le village olympique à Sestrières.